# Alejandro Pérez Lugín
Alejandro Pérez Lugín (Madrid, 22 de febrero de 1870-Culleredo, 5 de septiembre de 1926) fue un periodista, escritor y cineasta español. 

## Biografía
Su nombre completo era «Alejandro María de las Mercedes Pedro Pérez García Lugín». Desde 1886, vivió en Santiago de Compostela, a cuya universidad asistió para realizar la carrera de Derecho. Durante su etapa universitaria comenzó a colaborar en diversos diarios de la ciudad como El Pensamiento Gallego.
En 1893 regresó a Madrid, donde comenzó a trabajar para la Dirección General de los Registros y el Notariado, en varios ministerios, y varias empresas que le obligaron a recorrer España. En uno de estos viajes, durante una estancia en Valencia, contrajo matrimonio con Elvira Consuelo Sanz y Gómez.
Es conocido sobre todo por sus artículos periodísticos sobre el mundo taurino y por su novela Currito de la Cruz (1921) que también refleja sus conocimientos sobre el mundo de la tauromaquia y fue muy popular en los años siguientes a su publicación. La novela ha sido llevada al cine en cuatro ocasiones, la primera de ellas dirigida por el mismo Pérez Lugín. Es uno de los largometrajes más antiguos de la cinematografía española. Otra de sus novelas más conocidas es La casa de la Troya, en la que recrea la vida universitaria en la Universidad de Santiago de Compostela, llevada también al cine en tres ocasiones.
Dos obras suyas fueron publicadas tras su muerte. Arminda Moscoso, novela que se sitúa en Galicia y es publicada en Madrid en 1928, ordenada y terminada por su amigo Alfredo García Ramos; También había dejado sin terminar La Virgen del Rocío ya entró en Triana, terminada de escribir por su discípulo Manuel Siurot (utilizando el pseudónimo de José Andrés Vázquez) y publicada en 1929 por Editorial Colon (Madrid).
Como periodista trabajó para muchos diarios, haciéndose especialmente conocido en La Tribuna, y fue enviado especial a la guerra de Marruecos por El Debate. Colaboró con la revista Galicia, editada en La Coruña entre 1924 y 1926.

## Obras

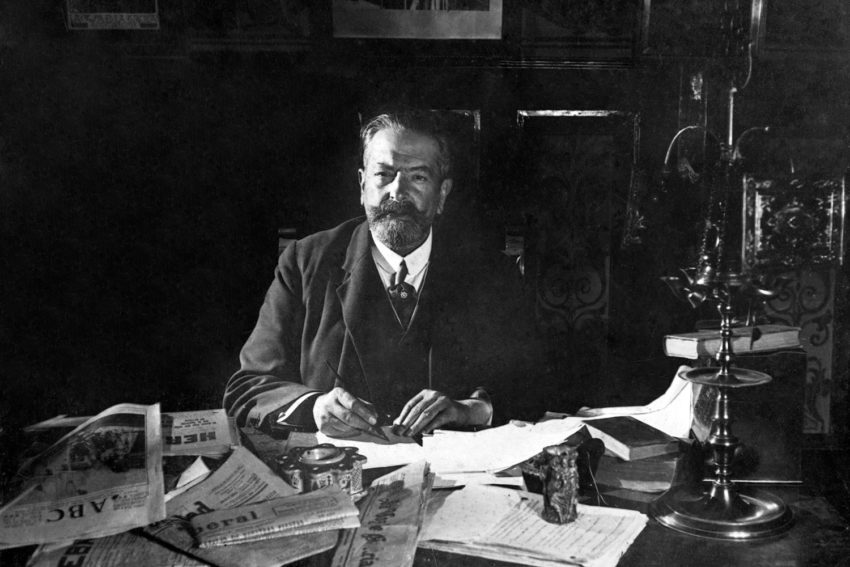
Alejandro Pérez Lugín en su escritorio.

- El torero artista. Rafael Gómez (“Gallito”) (Apuntes para la historia), Madrid, Biblioteca Renacimiento (1911).
- De Titta Ruffo a la Fons, pasando por Machaquito. Notas de un repórter, Madrid, Librería de los Sucesores de Hernando (1912).
- ¡¡¡Ki ki ri kí!!! Los “gallos”, sus rivales y “su” prensa, Madrid, Librería de la Viuda de Pueyo (1914).
- La Casa de la Troya. Estudiantina, Madrid, Librería de la Viuda de Pueyo (1915).
- La Amiga del Rey. Las Tiples. Romanones. La Vicaría... (Notas de un repórter), Madrid, Librería de la Viuda de Pueyo (1917).
- Currito de la Cruz. Madrid, Librería de los Sucesores de Hernando, 2 tomos (1921).[1]
- La corredoira y la rúa, Madrid, Alejandro Pueyo (1922).

Póstumas
- Arminda Moscoso, Madrid, Librería y Casa Editorial Hernando (1928).[2]
- La virgen del Rocio ya entró en Triana, Madrid, Pueyo (1929).[3]
- Obras completas, Madrid, Fax (1945). Con prólogo de Alejandro Barreiro Noya.